# Hrazdan (rivier)
De Hrazdan (Armeens: Հրազդան) is de grootste rivier van Armenië. De rivier begint in het noordwesten bij het Sevanmeer en stroomt zuidwaarts naar de hoofdstad Jerevan. Dan mondt de rivier uit in de Aras.
De rivier is van nationaal belang, omdat het water wordt gebruikt voor irrigatie van het landbouwgebied, er vis voor consumptie wordt gevangen, en er een waterkrachtcentrale (Waterkrachtcentrale Gyumush) is voor de opwekking van elektriciteit. 